# Vuelta CV Féminas
La Vuelta CV Féminas (per esteso, Volta a la Comunitat Valenciana Féminas) è una corsa in linea femminile di ciclismo su strada che si disputa dal 2019 nella Comunità Valenciana in Spagna, su un percorso che va da Paterna a Valencia.
La corsa nacque di categoria 1.2 nel 2019, per poi diventare di categoria 1.1 dall'anno successivo.
Dal 2025 è entrata a far parte del circuito UCI Women's ProSeries.

## Albo d'oro
Aggiornato all'edizione 2025.
| Anno | Vincitrice        | Seconda           | Terza                         |
| ---- | ----------------- | ----------------- | ----------------------------- |
| 2019 | Lotte Kopecky     | Alice Barnes      | Nguyen Thi That               |
| 2020 | Marta Bastianelli | Barbara Guarischi | Teniel Campbell               |
| 2021 | Chiara Consonni   | Barbara Guarischi | Élodie Le Bail                |
| 2022 | Marta Bastianelli | Ilaria Sanguineti | Kathrin Schweinberger         |
| 2023 | Floortje Mackaij  | Liane Lippert     | Nikola Nosková                |
| 2024 | Cédrine Kerbaol   | Marit Raaijmakers | Federica Damiana Piergiovanni |
| 2025 | Linda Zanetti     | Jelena Erić       | Daria Pikulik                 |

### Vittorie per nazione
Aggiornato all'edizione 2025.
| Pos. | Paese       | Vittorie |
| ---- | ----------- | -------- |
| 1    | Italia      | 3        |
| 2    | Belgio      | 1        |
| 2    | Francia     | 1        |
| 2    | Paesi Bassi | 1        |
| 2    | Svizzera    | 1        |